# Emmy Rappe
Emmy Carolina Rappe (Strömsrum, parròquia d'Ålems, 14 de gener de 1835 - parròquia de Dädesjö, 19 d'octubre de 1896) va ser una infermera sueca i la primera cap de la primera escola d'infermeria. Va ser la fundadora de l'educació d'infermeria de Suècia i la primera infermera professional entrenada.

## Vida
Emmy Rappe va ser filla del terratinent i baró Adolf Fredrik Rappe i d'Ulrika Catharina Wilhelmina Hammarskjöld. Va rebre una educació estricta on es destacava la importància del sentit del deure de la sensatesa econòmica. A l'ésser una dona noble soltera, va estar sota la supervisió de la seva família fins a complir els trenta anys. Va demostrar des de jove un interès per la medicina i la infermeria inspirat, suposadament, per la seva tia Elisabeth "Elise" Rappe.
Emmy Rappe fou germanastra de Thorborg Rappe, autoritat de l'època en el camp de l'educació dels discapacitats intel·lectuals.
L'any 1866 la Creu Roja sueca, creada recentment, desitjava fundar una escola d'infermeria a Suècia i buscava una directora amb estudis per fer-se càrrec de la institució. Sophie Adlersparre va fer un tracte amb Florence Nightingale pel qual la persona seleccionada per a la tasca d'adreça hauria de ser educada per aquesta última a Londres i després ser anunciada com una candidata apta en la revista Tidskrift för hemmet d'Adlersparre. Rappe va ser considerada una candidata adequada per fundar una escola per a l'educació i professionalització de les infermeres a Suècia. L'any 1866 va ser enviada a estudiar a l'Escola d'Infermeria i Assistència a l'escola de Florence Nightingale (School of Nursing and Midwifery) a l'hospital Saint Thomas, a Londres (avui part del King's College London). Va ser instruïda personalment per la mateixa Nightingale, qui estava satisfeta de tenir-la com a estudiant.
Emmy Rappe va tornar a Suècia l'any 1867 i va estudiar a l'Hospital Universitari de Sahlgrenska a Goteborg, a més de en altres clíniques a Estocolm. Entre els anys 1867 i 1877 va ser la infermera cap en l'acabada de fundar clínica quirúrgica a l'Hospital Universitari d'Uppsala, a més de la directora de l'escola d'infermeria del mateix, creada recentment per la Creu Roja. Aquesta seria la primera escola a oferir cursos de formació seglar per a infermeres en aquest país: abans, l'única educació formal disponible era la institució diaconisa, oberta per Maria Cederschiöld l'any 1851.
Rappe va ser una pionera i es va topar sovint amb la resistència de les autoritats. Com a baronessa, va generar controvèrsia en dedicar-se a la infermeria, a més de per no acceptar cap salari. Va fomentar el sentit de la lleialtat professional entre infermeres i va intentar alçar l'estatus de la professió en exigir competències mèdiques i una moral alta. Des de l'any 1877 al 1886 va ser la supervisora de l'Hospital Central Psiquiàtric d'Uppsala. Després de la seva jubilació, es va mantenir activa en la Creu Roja i com a inspectora d'hospitals.
Emmy Rappe va rebre la H. M. Konungens medalj l'any 1877 i la medalla Illis Quorum el1895.

## Llegat
Existeix un carrer a Ulleråker, a Uppsala, amb el seu nom: Emmy Rappes väg ("carrer d'Emmy Rappe").

## Obra
- 1977 – God bless you, my dear miss Nightingale: letters from Emmy Carolina Rappe to Florence Nightingale (1867–1870) ("Que Déu et beneeixi, la meva volguda miss Nightingale: correspondència d'Emmy Carolina Rappe a Florence Nightingale (1867-70)") ISBN 91-22-00097-6